# کیلسیث، ویکتوریا

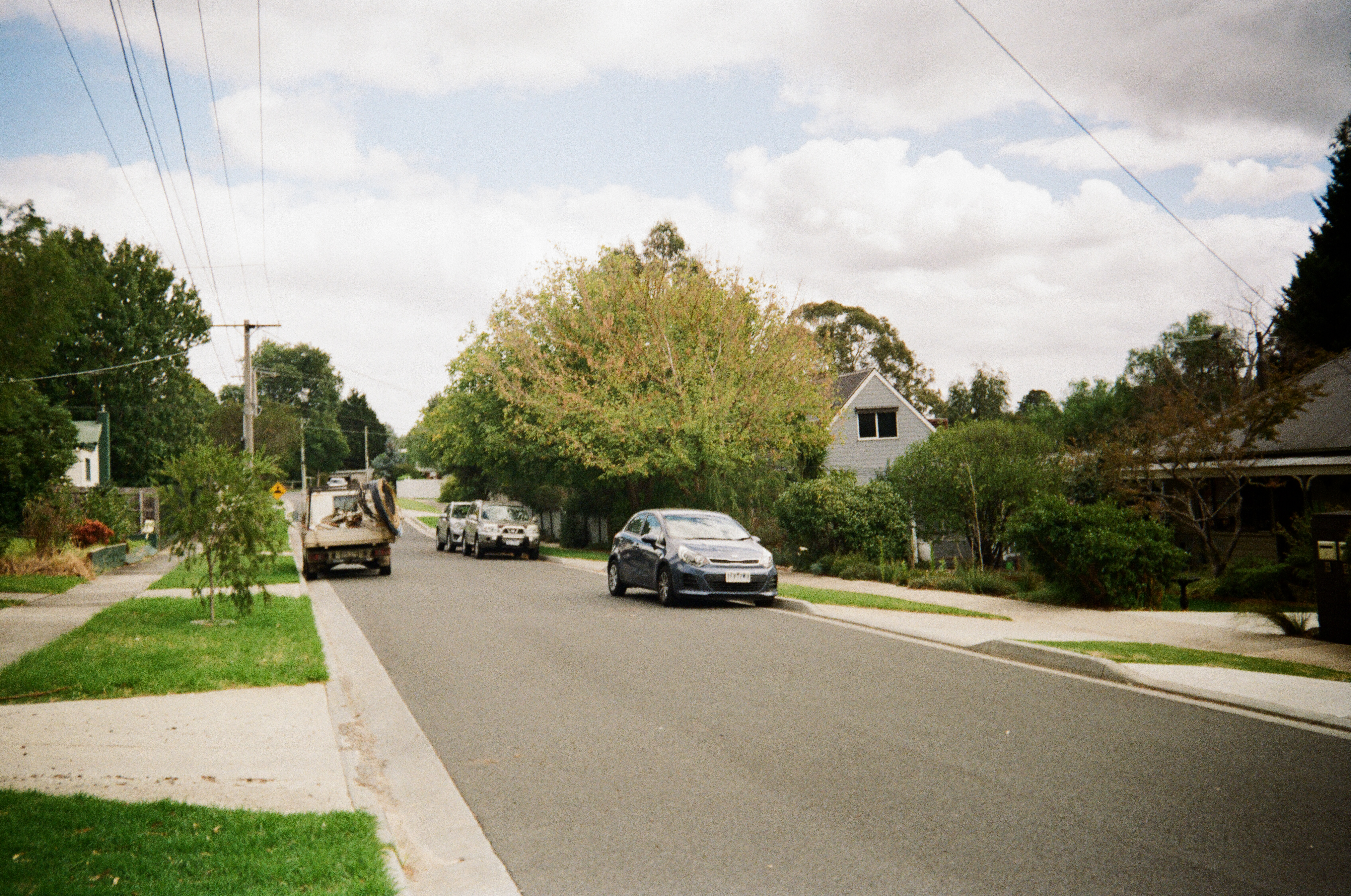
نگاره‌ای از حومه شهر ملبورن، استرالیا، ۲۰۱۹.

کیلسیث، ویکتوریا (انگلیسی: Kilsyth, Victoria) در حومه شهر ملبورن استرالیا و در ۳۶ کیلومتری شرق مرکز این شهر قرار گرفته‌است.